# Lena Gutiérrez
Lena Karyn Gutiérrez Arévalo  (Tegucigalpa, M.D.C., Francisco Morazán, 19 de abril de 1977) es una política hondureña, vicepresidente del Congreso Nacional de Honduras.

## Biografía
Hija de Marco Tulio Gutiérrez Velásquez y Lena Karyn Arévalo de Gutiérrez; cursó los estudios primarios en el Liceo Franco Hondureño y los estudios secundarios en el Instituto Sagrado Corazón, donde egresó de Bachiller en Ciencias y letras.
Viajó al estado de Texas, a estudiar en la Universidad de Texas A&M, la carrera de Ingeniería. A su regreso a Honduras trabajó con su padre en la Agencia Aduanera Marco Tulio Gutiérrez S.A., donde se desempeñó como Gerente Administrativa.
En el mes de julio del 2003 contrajo matrimonio con el ingeniero Juan Carlos, tienen dos hijos.

## Carrera política
En el año 2009 se incursionó en la política como miembro de la juventud del Partido Nacional de Honduras.
Logra llegar al Congreso Nacional con un alto margen de votación. Uno de los temas principales en los que trabaja es la educación y el desarrollo. 
Al constituirse el Congreso Nacional del gobierno de la unidad de presidente Porfirio Lobo Sosa, fue elegida por la cámara legislativa al cargo de primera vicepresidente de la Institución que preside el abogado Juan Orlando Hernández, con quien inicia la socialización de la Ley Fundamental de la Reforma de la Educación.
Durante su cargo como vicepresidente del Congreso Nacional ha dirigido la Cámara con autoridad parlamentaria donde ha llevado a cabo debates de leyes orientadas al desarrollo de Honduras. Dentro de sus objetivos están los programas de salud escolar, como programas de clínicas médicas móviles para las escuelas que no tienen acceso a la medicina. 
Ha promovido el deporte entre los escolares llegando a institucionalizar campeonatos como la Edu-Copa, dotándolos de material gracias al apoyo de la empresa privada.

## Requerimiento Fiscal
El 18 de junio de 2015 se presenta Requerimiento Fiscal en su contra acusada de delitos contra la salud pública, falsificación de documentos públicos y fraude, que por ostentar un alto cargo en el Congreso Nacional, se interpone en la Corte Suprema de Justicia, siendo nominado para el caso como juez natural el Presidente de la Corte Suprema, el Abog. Jorge Rivera Avilés
El 30 de junio de 2015, se le libra orden de captura, así como a otros 17 acusados, su padre y su hermano Julio Gutiérrez Arévalo.